# Hypoxylon cercidicola
Hypoxylon cercidicola är en svampart som först beskrevs av Berk. & M.A. Curtis ex Peck, och fick sitt nu gällande namn av Y.M. Ju & J.D. Rogers 1996. Hypoxylon cercidicola ingår i släktet Hypoxylon och familjen kolkärnsvampar.   Inga underarter finns listade i Catalogue of Life.